# Artikulation (Zahnmedizin)

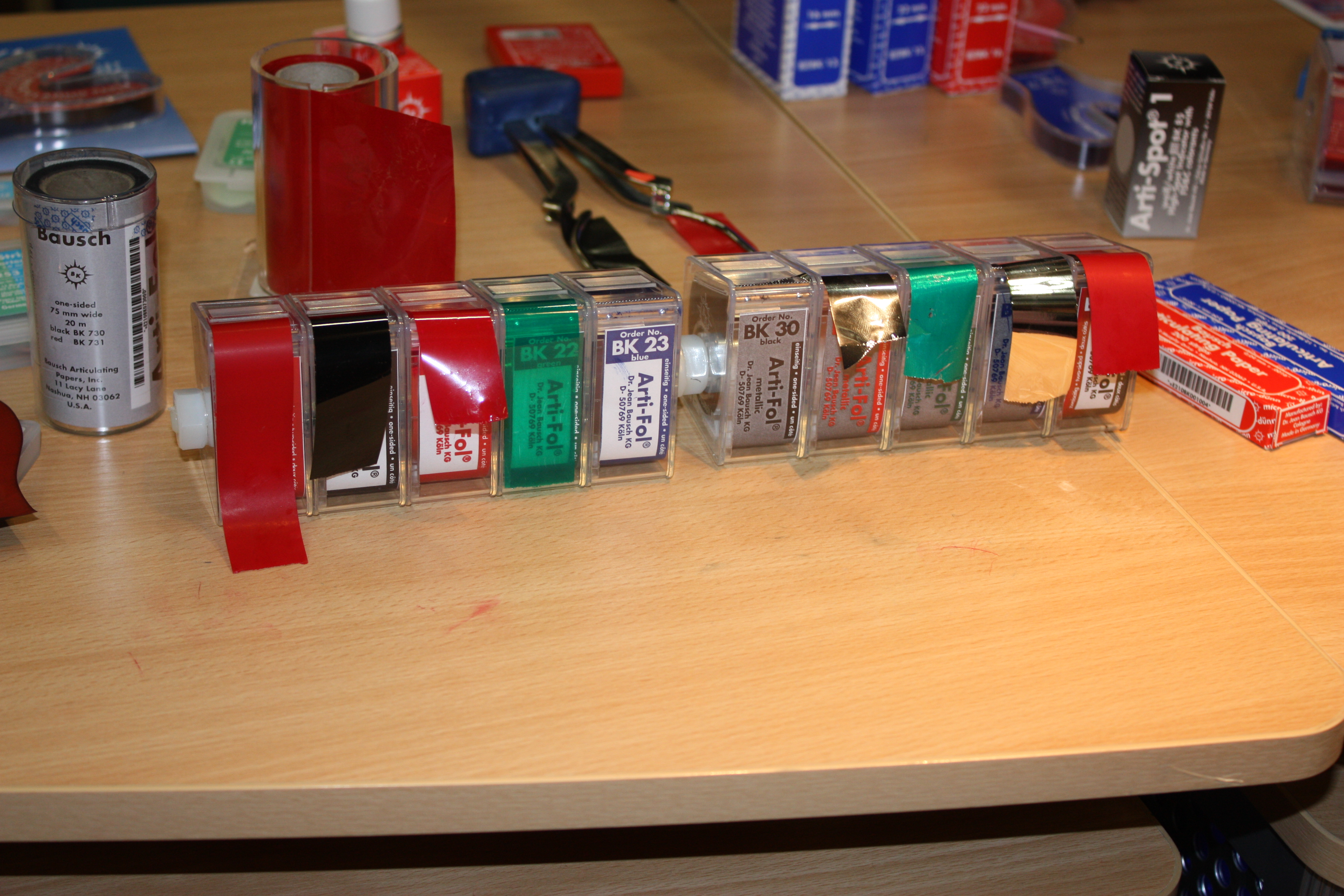
Eine Auswahl von Artikulationsfolien
(= Okklusionsfolien)

Artikulation  ist in der Zahnmedizin die Verschiebung der Zahnreihen gegeneinander unter Zahnkontakt durch Gleitbewegungen des Unterkiefers. Die Form der Gleitbewegungen hängt unter anderem von der Zahnstellung, der Höckerform und der Gelenkbahn im Kiefergelenk ab.

## Artikulationsfolien
Durch dünne Farbbänder – Artikulationsfolien oder auch Okklusionsfolien – (ca. 12 µm Stärke) können die Kontaktpunkte und die Gleitbahnen der Zähne visuell dargestellt und damit überprüft werden. Hierzu werden Schließ- und Kaubewegungen mit einer zwischen den Zähnen befindlichen Folie durchgeführt. Mit Artikulationsfolien in verschiedenen Farben werden die Kaumuster bei den Schließ- und Kaubewegungen auf den Okklusionsflächen abgebildet. Störende Kontakte und Gleitbahnen können an den eingefärbten Stellen gezielt weggeschliffen werden, um eine ausgeglichene Artikulation herzustellen, fehlende können ggf. aufgebaut werden. Zusätzlich steht eine Shimstockfolie ohne Farbbeschichtung für den abschließenden Occlusionstest zur Verfügung. Die Folie zeichnet sich durch hohe Reißfestigkeit und eine Stärke von nur 8 µ aus. Bei normal geschlossenen Zahnreihen soll man diese Folie noch durchziehen können. Bei Muskeltonus wird die Folie durch die Zähne festgehalten.
Der Begriff der Artikulation wird in der Zahnmedizin allmählich durch den synonymen Begriff der dynamischen Okklusion (im Gegensatz zur statischen Okklusion) verdrängt.
Siehe auch: 
- Artikulator
- Okklusion (Zahnmedizin)
- Gnathologie